# Centre des hautes études de la construction
Le Centre des hautes études de la construction (CHEC) est l'une des 204 écoles d'ingénieurs françaises accréditées au 1er septembre 2020 à délivrer un diplôme d'ingénieur.

## Formations
Les études durent un peu plus de 1 an, y compris un stage de 6 mois environ.
Le CHEC spécialise ses étudiants dans trois filières : 
- CHEBAP : études concernant la conception et l'exécution des ouvrages complexes de bâtiment et de travaux publics en béton. C'est la filière la plus demandée par les candidats.
- CHEM : études concernant les ouvrages de bâtiment et de  travaux  publics  en  métal.
- CHEB : études concernant les ouvrages de bâtiment en bois.
- CHEMEX : études concernant les méthodes et études de prix pour la construction  des ouvrages.

La formation a lieu à Arcueil, dans un bâtiment de 2000 m2 environ dont le CHEC est propriétaire. Outre les salles de cours et de travaux informatiques, il comporte un amphi de 150 places.
La plupart des enseignants sont des grands professionnels. L'école a aussi des partenariats avec l'ENSTIB, l'École des mines d'Alès et l'ENISE.
Les élèves organisent un voyage de fin d'études.
La 1re accréditation par la Commission des titres d'ingénieur date du 12 avril 2017.

## Emploi des diplômés
Les enquêtes sur l'emploi des jeunes diplômés montrent la répartition suivante :
- 50 % en bureau d’études structures,
- 25 % en bureau de contrôle,
- 20 % en entreprise,
- environ 5 % en maîtrise d’ouvrage[5]